# Villa Dolores Aerodrome
Villa Dolores Aerodrome är en flygplats i Argentina. Den ligger i den centrala delen av landet, 700 km väster om huvudstaden Buenos Aires. Villa Dolores Aerodrome ligger 583 meter över havet.
Terrängen runt Villa Dolores Aerodrome är platt åt sydväst, men åt nordost är den kuperad. Terrängen runt Villa Dolores Aerodrome sluttar västerut. Närmaste större samhälle är Villa Dolores, 4,1 km väster om Villa Dolores Aerodrome.
Omgivningarna runt Villa Dolores Aerodrome är i huvudsak ett öppet busklandskap. Runt Villa Dolores Aerodrome är det ganska glesbefolkat, med 34 invånare per kvadratkilometer.